# Ischiopsopha blancbonnet
Ischiopsopha blancbonnet är en skalbaggsart som beskrevs av Allard 1995. Ischiopsopha blancbonnet ingår i släktet Ischiopsopha och familjen Cetoniidae. Inga underarter finns listade i Catalogue of Life.